# Allocation supplémentaire d'invalidité
L’allocation supplémentaire d'invalidité (Asi) est une prestation sociale française qui a remplacé, depuis 2006, l'allocation supplémentaire du minimum vieillesse. Elle est destinée à certaines personnes invalides ayant une pension de retraite ou une pension d'invalidité mais n'ayant pas atteint l'âge légal de départ à la retraite. Au 1er janvier 2016, la pension s'élevait à 403,76 euros par mois pour une seule personne et à 666,27 euros pour les couples mariés dont chacun des conjoints est bénéficiaire. Une hausse de 0,3% a été appliquée au 1er avril 2017 faisant passer à 405,38 euros le montant de l'Asi pour une seule personne et à 668,93 euros pour un couple de bénéficiaires. Au 1er juillet 2022, le montant maximum de l'Asi est de 549,78 euros. Depuis le 1er juillet 2024, les bénéficiaires de l'ASI bénéficient d'une présomption de droit à la Complémentaire santé solidaire (C2S).

## Conditions d'attribution
Afin de pouvoir bénéficier de l'Asi, il faut remplir quatre conditions :
- résider en France de manière régulière,
- être titulaire d'une pension d'invalidité ou de vieillesse,
- avoir une incapacité permanente réduisant la capacité de travail de 2⁄3,
- avoir un revenu inférieur à 8 424,05 euros pour une personne seule, et 14 755,32 pour un couple.

## Sources